# Maniérisme
Pour le trouble du comportement voir Maniérisme (santé)
Le maniérisme est un mouvement artistique qui s'étend entre 1520 environ (mort du peintre Raphaël) et les premières années du XVIIe siècle. Le mouvement a longtemps été perçu comme une réaction amorcée par le sac de Rome de 1527, qui ébranla l'idéal humaniste de la Renaissance. Il n'est pas circonscrit à l'Italie, et se propage en Europe (« Maniérisme international ») où il perdure jusque dans les années 1620, voire au-delà.
Par extension, le terme est employé pour d'autres époques. On parle ainsi de « maniérisme » après l'ensemble sculpté du Parthénon (le maniérisme post-parthénonien).

## Présentation

### Étymologie
Le terme « maniérisme » vient de l'italien manierismo (de l'expression bella maniera), dans le sens de la touche caractéristique d'un peintre en opposition avec la règle d'imitation de la nature.

### Contexte
Le maniérisme est une réaction à la perfection atteinte durant la Haute Renaissance dans la représentation du corps humain et dans la maîtrise de l'art de la perspective (théorie d'Alberti). À ce titre, on a souvent qualifié le maniérisme d'« art anti-albertien », notamment Pisanelli. Certains artistes, autour de Giulio Romano et des élèves d'Andrea del Sarto, ont ainsi cherché à rompre délibérément avec l'exactitude des proportions, l'harmonie des couleurs ou la réalité de l'espace pour produire un nouvel effet émotionnel et artistique.
Mais, il ne faut pas voir seulement les artistes maniéristes en rupture vis-à-vis de la Renaissance. Ils revendiquent, par des citations et des références, un lien artistique avec les grands peintres de la Renaissance que sont Raphaël, Michel-Ange, Léonard de Vinci, ou même Alberti.
Le style de la peinture maniériste s’inspire ainsi de ces peintres, notamment Michel-Ange (Le Jugement dernier), enclin à représenter en peinture des postures semblables à celles des sculptures.
Ce mouvement se caractérise par son exagération, son artificialité et son intellectualisme, marquant une rupture avec les idéaux de beauté et d’harmonie de la Renaissance. Le maniérisme a joué un rôle crucial dans l’histoire de l’art, influençant les styles artistiques ultérieurs et marquant une période de transition entre la Renaissance et le Baroque.
Le maniérisme se caractérise en outre comme un art de répertoire, où les artistes puisent chez Raphaël ou Michel-Ange des formules pour définir leur vocabulaire spécifique. La Pietà du Vatican de Michel-Ange est ainsi retravaillée dans La Vierge au long cou de Parmigianino, vers 1535-1540. La figure serpentine (ou Figura serpentinata) est aussi une formule fréquemment citée dans les œuvres du Bronzino, notamment le Noli me tangere de 1561. Cette figure en forme de S constitue un idéal nouveau pour les maniéristes, irrationnelle, en rupture avec la rigidité des règles mathématiques.
Le maniérisme est donc un processus artistique d'emprunts, mais aussi un jeu de codes et de symboles qui sont souvent troubles. Il s'adresse ainsi aux lettrés de l'époque, se répandant auprès des cours européennes raffinées, en multipliant les allusions et les citations au risque de brouiller le sens des œuvres. Ainsi, dans La Vierge à l'Enfant avec sainte Anne et quatre saints (1527-1529) de Pontormo, œuvre destinée à orner l'autel du couvent des religieuses de Sant'Anna in Verzaia à Florence, l'atmosphère sombre et trouble, les répétitions, notamment dans les figures, mais aussi la position des personnages ainsi que leur immatérialité, remettent en cause la bonne lecture théologique du tableau d'autel pour le croyant. Ce fait entraîne une réaction au sein même des commandes de l'Église, qui reproche au maniérisme cet aspect artificiel et prône un retour au naturalisme et aux bonnes formules albertiennes. Les Carracci illustrent ce retour vers la renaissance classique.
Le maniérisme nécessite alors un savoir sur ce qui a existé avant ce mouvement dans l'histoire de l'art, c'est-à-dire la Haute Renaissance et tout particulièrement en architecture puisqu’un architecte maniériste va à l'encontre des règles d'harmonie définies durant la Haute Renaissance.

### Caractéristiques de l'art maniériste

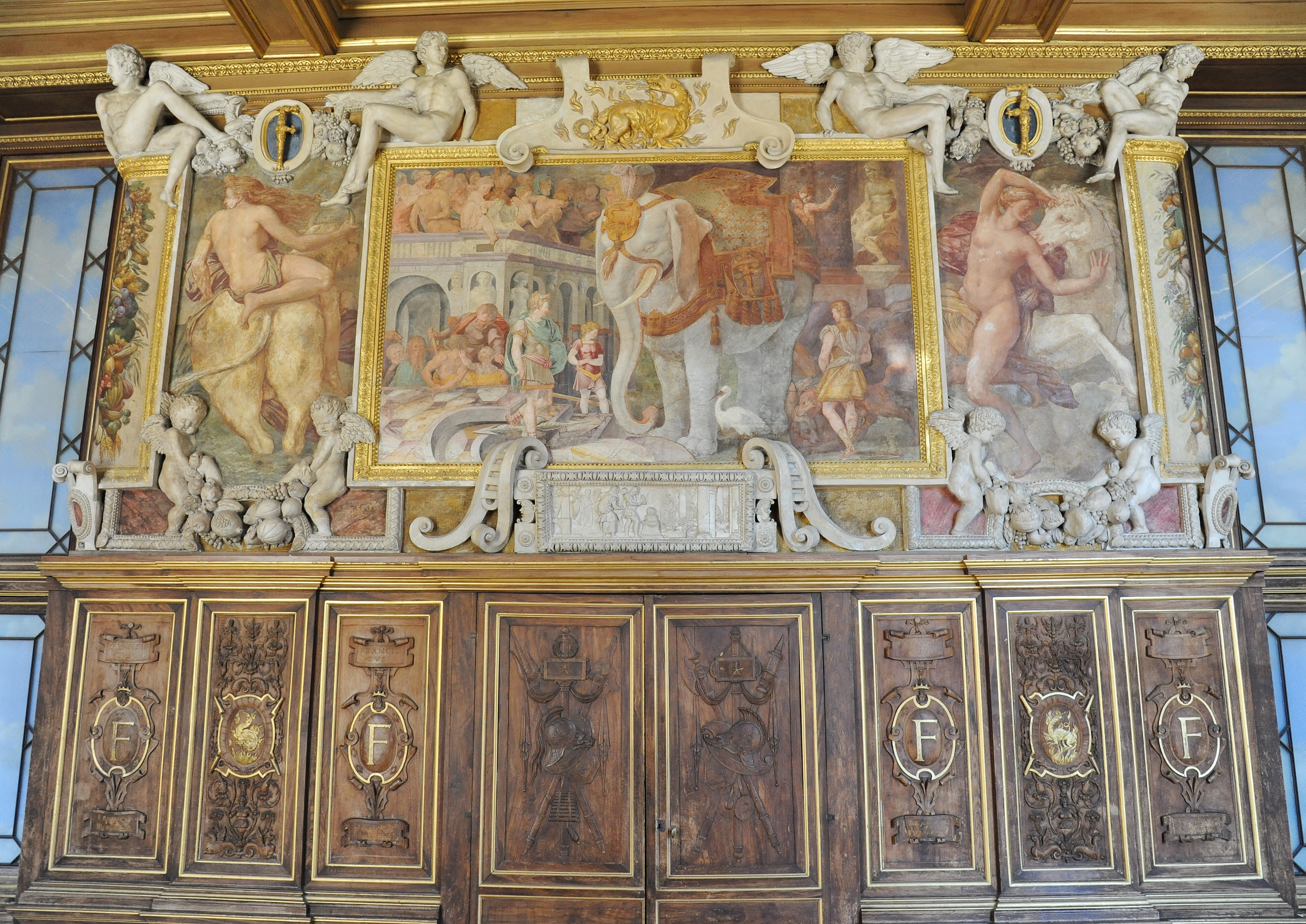
Les peintures, stucs et boiseries de la Galerie François Ier du château de Fontainebleau servirent de modèles au maniérisme en France et en Europe du nord.

C'est ainsi que l'on voit les œuvres maniéristes présenter :
- un espace désuni, et souvent indéfini ;
- une image trouble et obscure ;
- une déformation et une torsion des corps avec notamment l'utilisation de la « ligne serpentine » (« Figura serpentinata ») qui permet un allongement des proportions des figures leur donnant ainsi une douceur langoureuse[7] ;
- des tons acides et crus, hérités de Michel-Ange et la chapelle Sixtine à Rome ;
- une recherche du mouvement ;
- un art de codes, de symboles, de citations d'artistes classiques ;
- un art de cour, qui s'adresse à des gens cultivés et lettrés ;
- une exagération des formes qui caractérise le maniérisme du XVIe siècle.

Ainsi, parmi les caractéristiques du maniérisme on retrouve dans la peinture beaucoup de représentations de nus, des postures singulières et complexes mais aussi des musculatures excessives. Le sujet représenté peut être volontairement inexplicable ou alors déterminé à être inintelligible. La scène majeure est disposée dans le fond de la composition ou alors dissimulée au milieu des autres figures qui n'ont pas de liens avec elle. Elle n'a que pour but d'illustrer les talents du peintre. Les perspectives sont amplifiées au maximum, les dimensions et l'échelle sont déformées. Les couleurs sont éclatantes grâce à leurs oppositions.
Concernant l'architecture, le maniérisme va à l'encontre des codes de la Haute Renaissance puisqu'il opère une véritable rupture avec l'harmonie, laissant place à une ornementation exubérante et pléthorique.
En sculpture, le maniérisme se définit par une transition de la frontalité dans la perception de la sculpture[Quoi ?] à une recherche de points de vue variés. Les silhouettes des sculptures sont étendues. Le but recherché est d'observer autour d'une sculpture où chaque point de vue est unique.

## Quelques exemples de peinture maniériste

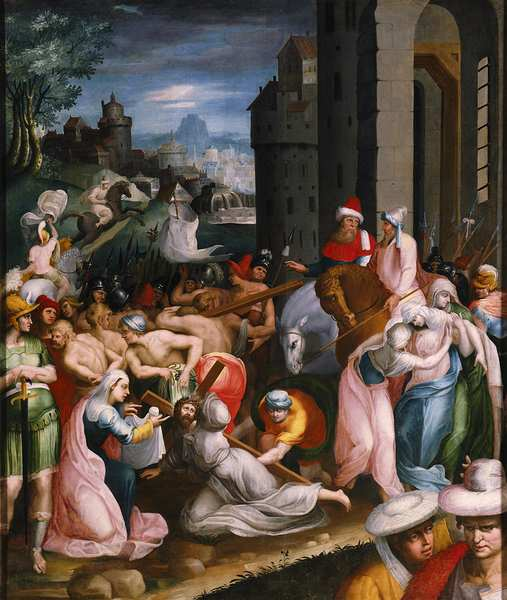
Une peinture maniériste : La Montée au calvaire de Toussaint Dubreuil, fin du XVIe siècle, musée national de la Renaissance, Écouen.

Le Joseph en Égypte de Pontormo présente ce que la Renaissance aurait considéré comme un ensemble de couleurs contradictoires ainsi qu'un cadre d'espace et de temps désuni. En effet, ni les habits des personnages, ni les bâtiments, ni même les couleurs de cette scène de la Bible, ne sont représentés selon les codes de l'époque. En ce sens, cette œuvre était un contresens, mais qui restait un écho fidèle de la société de son temps.
Rosso Fiorentino, qui fut l'élève de Pontormo au studio d'Andrea Del Sarto, a apporté la maniera florentine à Fontainebleau en 1530, où il devint un des fondateurs du maniérisme français du XVIe siècle appelé l'École de Fontainebleau.
Le style de Fontainebleau, à travers les gravures, transmit le style maniériste italien vers Anvers, l'Europe du Nord, de Londres à la Pologne, où il se déclina sur des produits de luxe comme la soie et les meubles sculptés. Un sens de la tension contrôlait l'expression vive rendue à travers symboles et allégories, tout en allongeant les proportions des corps de femmes, allongement caractéristique de ce style.
La Cène du Tintoret est un bel exemple de peinture maniériste où Jésus est représenté à côté de la table, excentrée. Tout y est dépeint, y compris Judas, avec un halo le recouvrant. Des couleurs qu'on dirait criardes servent à y dépeindre des anges, dans une atmosphère confuse.
Il en va de même pour La Montée au calvaire de Toussaint Dubreuil qui représente également une scène religieuse (la Crucifixion) dans une atmosphère confuse, avec beaucoup de plans différents qui donnent un sentiment de théâtralité à cette peinture sur toile.

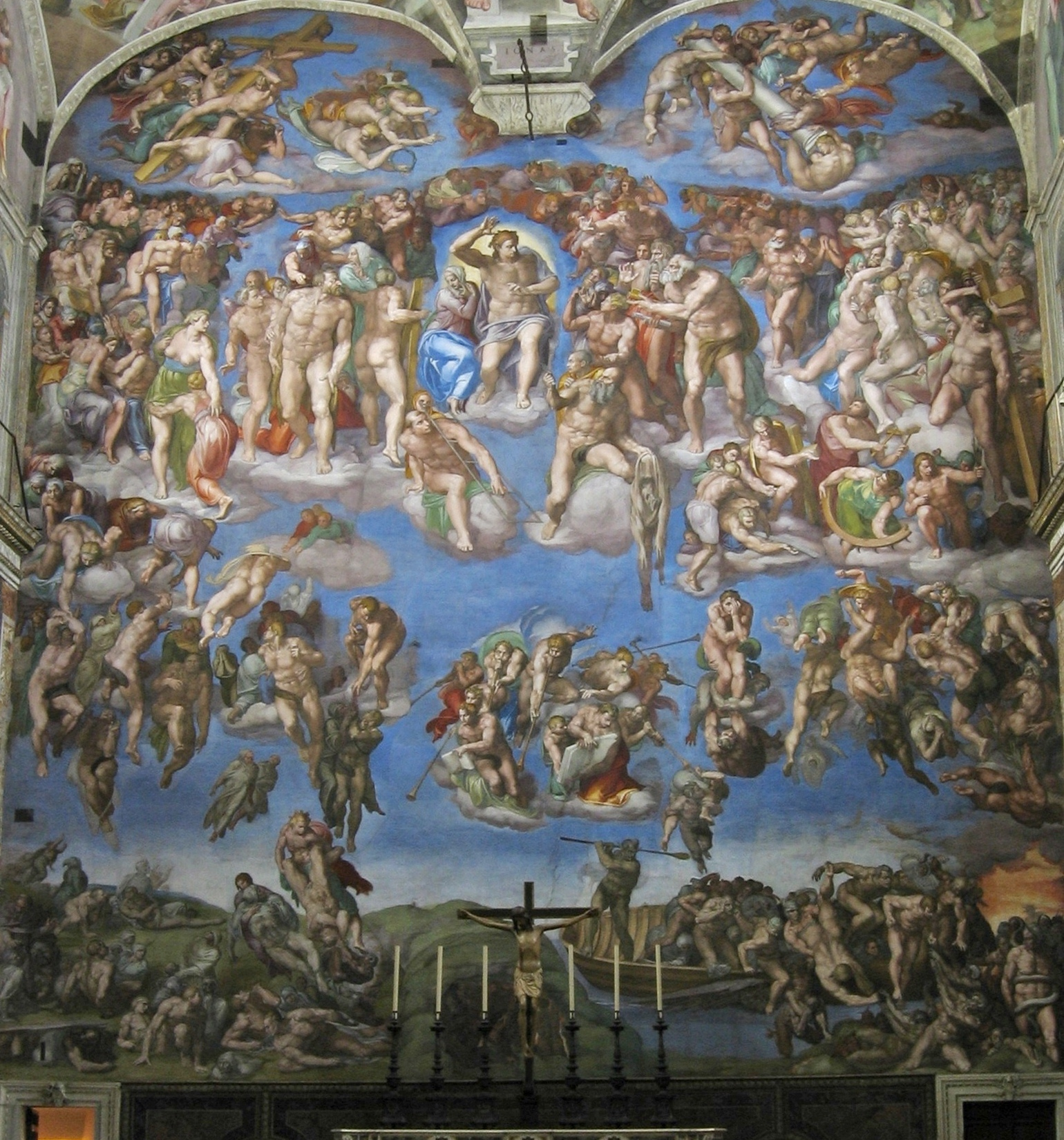
Michel-Ange Le Jugement Dernier, 1536-1541, fresque,, Chapelle Sixtine, Vatican.

On remarque également la vivacité des coloris et l'ampleur du trait, caractéristique de ce mouvement artistique. Toussaint Dubreuil est l'une des principales figures françaises de l'École de Fontainebleau.
Le Jugement dernier de Michel-Ange est une des fresques recouvrant les deux murs latéraux de la chapelle Sixtine. Elle a été commandée par le pape Clément VII à Michel-Ange et fut inaugurée en 1541. Cette œuvre est considérée comme une des premières œuvres emblématiques du maniérisme. Sa création est corrélée à l’évènement du sac de Rome qui a largement contribué à la création du mouvement du maniérisme.

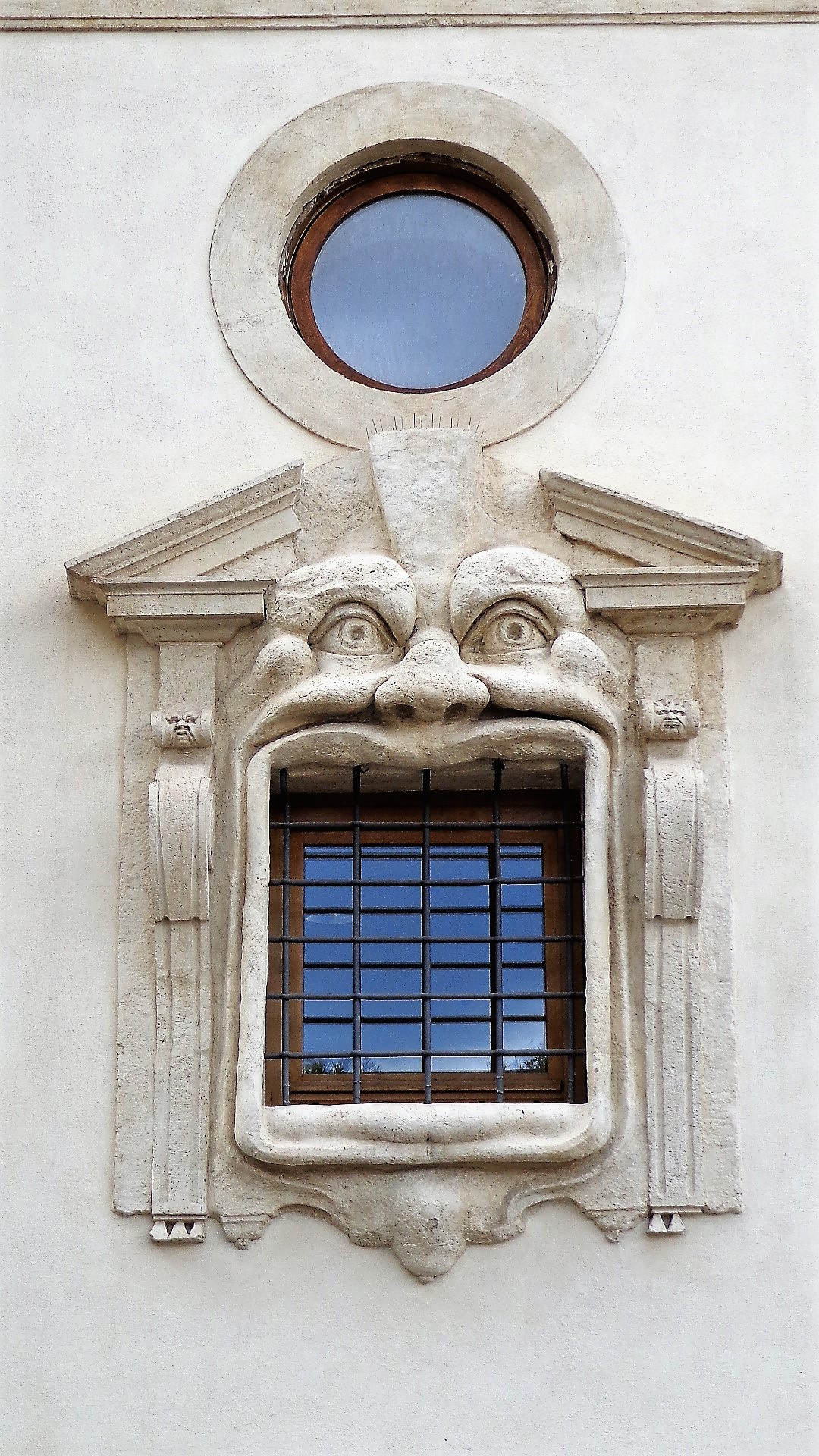
Fenêtre du Palais Federico Zuccari à Rome.

Le Greco a abordé des scènes religieuses avec un maniérisme exacerbé. Cette forme d'exagération allait montrer la voie du maniérisme vers le classicisme renaissant.

### Architecture maniériste
Le palais du Te, à Mantoue, construit par les Gonzague dans un ancien haras, a été aménagé et décoré en 1525 par Giulio Pippi, dit Giulio Romano (1499-1546). C'est l'exemple le plus achevé du maniérisme.
Autre exemple d'architecture maniériste, la Villa Farnèse à Caprarola, dans la campagne romaine.
La prolifération des gravures au cours du XVIe siècle a répandu le style maniériste plus rapidement que tous les styles précédents.
La ville d'Anvers, pendant son développement au XVIe siècle, fut un centre important de création maniériste. Le maniérisme d'Anvers constitua la forme sous laquelle les styles renaissants furent largement introduits en Angleterre, en Allemagne, ainsi que dans l'Europe du Nord et de l'Est en général.
Fourmillant de détails ornementaux de style roman, la porte d'entrée du château de Colditz est un exemple édifiant de ce style nordique.
Par bien des aspects, le maniérisme préfigure les tendances de l'architecture baroque.

## Principaux artistes

### Peintres

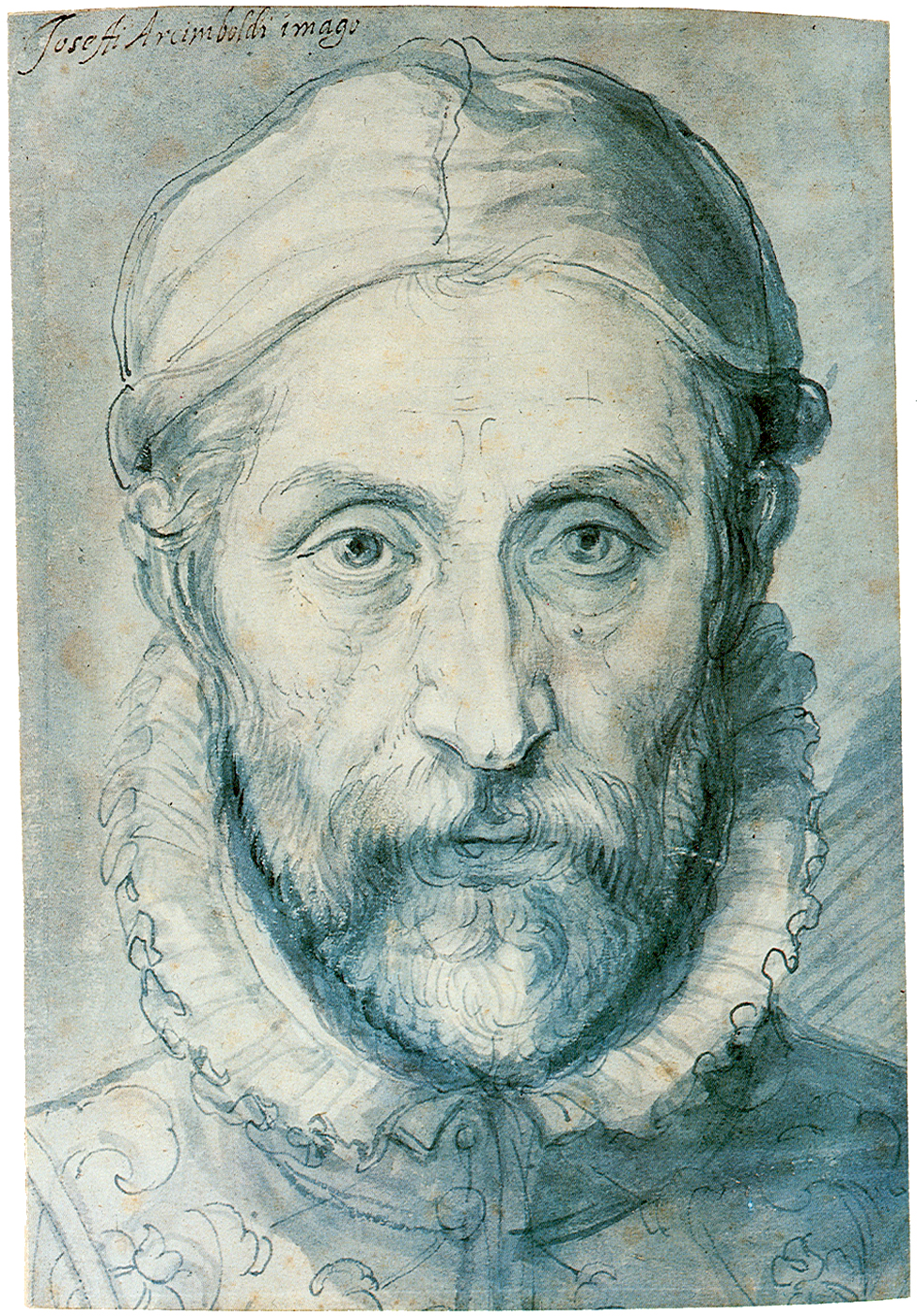
Arcimboldo, maniériste milanais hétérodoxe.

Principaux représentants du courant maniériste :
- Christoph Amberger (~1505-~1562)
- Sofonisba Anguissola (~1535-~1625)
- Giuseppe Arcimboldo (1527-1593)
- Francesco Xanto Avelli (~1487-~1542)
- Domenico Beccafumi (1486-1551)
- Bernardo Bitti (1548-1610)
- Abraham Bloemaert (1564-1651)
- Bronzino (1503-1572)
- Antoine Caron  (1521 -1599)
- Le Corrège (1489-1534)
- Andrea del Sarto (1486-1530)
- Toussaint Dubreuil (~1560-1602)
- Rosso Fiorentino (1494-1540)
- Hendrik Goltzius (1558-1617)
- Le Greco (~1541-1614)
- Nicholas Hilliard (~1547-1619)
- Parmigianino, dit Le Parmesan (1503-1540)
- Pontormo (1494-1557)
- Jules Romain (1499-1546)
- Francesco Salviati (1510-1563)
- Bartholomeus Spranger (1546-1611)
- Le Tintoret (1518-1594)
- Jan Van der Straet, dit Stradanus (1523-1605)
- Cornelis Van Haarlem (1562-1638)
- Giorgio Vasari (1511-1574)
- Véronèse (1528-1588)
- Joachim Wtewael (1566-1638)
- Federico Zuccari (~1542-1609)
- Taddeo Zuccari (1529-1566)

### Sculpteurs et architectes
- Michel-Ange (1475-1564)
- Baldassarre Peruzzi (1481-1537)
- Benvenuto Cellini (1500-1571)
- Vignole (1507-1573)
- Leone Leoni (1509-1590)
- Bartolomeo Ammannati (1511-1592)
- Jean Bologne (Giambologna) (1529-1608)
- Adrien de Vries (1545-1626)

## Autre acception: cinéma
Au XXe siècle, tout un courant de l'étude cinématographique utilise — par analogie — le concept de maniérisme pour rendre compte des tentatives de dépassement d'une esthétique « classique » du cinéma — à l'image par exemple du recyclage d'Alfred Hitchcock par Brian De Palma.
- Voir, par exemple :
  - Cahiers du cinéma no 351 (1983)
  - numéro spécial « Maniérismes » de la revue Balthazar no 2 (1997)
  - recueil d'articles Du maniérisme au cinéma, La Licorne (2003)